# جون هنتر (سياسي كندي)
جون هنتر هو محامي وسياسي كندي، ولد في 28 يناير 1909 في تورونتو في كندا، وتوفي بنفس المكان في 15 أبريل 1993. نشط حزبياً في الحزب الليبرالي الكندي. وقد انتخب عضو مجلس العموم الكندي عن دائرة Parkdale (federal electoral district) ‏ (27 يونيو 1949 – 10 يونيو 1957).